# Яньцзинський університет
Яньцзінський університет (кит. трад. 燕京大學, спр. 燕京大学, піньїнь: Yānjīng Dàxué, піньіньYānjīng Dàxué, скорочено - кит.: 燕大) — університет, який існував у Пекіні в першій половині XX століття.
У 1919 американські Методистська єпископальна церква та Конгрегаціоналістська церква, а також Пресвітеріанська церква США та Лондонське місіонерське товариство ухвалили рішення про заснування університету в Бейпіні. Головою нового вузу було призначено Джона Лейтона Стюарта — викладача грецької мови Нанкінської теологічної семінарії.
У 1920 новий університет відкритий на базі Хуейвеньського університету (кит.: 滙文大學), Північнокитайського жіночого університету «Гармонія» (кит.: 華北協和女子大學) і Тунчжоуського університету «Гармонія» (кит.: 通州協和大學), в якості назви нового ВНЗ було обрано «Яньцзіньський університет» («Яньцзінь» — це одна із старих назв Пекіна, що в перекладі означає «столиця Янь»). Отримавши підтримку від заснованої Чарльзом Мартіном Холлом компанії Alcoa, він в 1921 придбав у західній частині міста сади, що належали до революції імператорського прізвища, і до 1926 там був зведений кампус нового університету.
У Яньцзинському університеті були семінарія, факультет правознавства, медичний факультет, а також гуманітарно-природничо-науковий факультет. Викладачами були як китайці, і іноземці.
До 1930 став одним із провідних вузів Китаю.
Під час японо-китайської війни університет переїхав до Ченду (провінція Сичуань), після війни повернувся назад.
Після утворення КНР у 1949 університет, заснований церквами, закрито. Його наукові факультети перейшли до складу Пекінського університету, інженерні – до складу університету Цінхуа, соціологічний факультет – до складу Народного університету.
У 1952 Пекінський університет переїхав із центру Пекіна до колишнього кампусу Яньцзинського університету.